# Eotitanop
Els eotitanops (Eotitanops) són un gènere extint de mamífers perissodàctils de la família Brontotheriidae que van viure en l'Eocè de Nord-amèrica i Àsia.

## Característiques
Els eotitanops són el primer gènere conegut dels brontoteris. Si bé la majoria dels brontotèrids eren animals grossos, els eotitanops feien solament 45 centímetres d'altura. Eren herbívors, i tenien quatre dits en les potes davanteres i tres dits en les potes posteriors. Tenia un aspecte similar al seu cosí llunyà l'hiracoteri. Vivia a Nord-amèrica al començament de l'Eocè, però va sobreviure a Àsia fins a mitjan mateix període.